# Compromis de 1850

29 janvier 1850 : Henry Clay introduit le compromis au Sénat.

Tel le compromis de 1820 relatif à l'entrée de l'État du Missouri dans l’Union, le compromis de 1850 vise à maintenir l'équilibre établi entre la représentation des États esclavagistes et non-esclavagistes au Sénat des États-Unis. En effet, chaque État américain étant représenté par deux membres au Sénat, chaque camp veut être en mesure de défendre ses intérêts.
Ainsi, depuis la déclaration d'indépendance en 1776, toute nouvelle adhésion à l'Union allait par paire : deux États à la fois intégraient l'Union, un autorisant l'esclavage et l'autre non, ce afin que la représentation au Sénat reste équilibrée. En outre, il avait été décidé, par le compromis du Missouri de 1820, que la limite du 36° 30′ de latitude déterminerait la frontière entre États du Sud et États du Nord. Or, si des États situés au Sud de cette limite prohibent l'esclavage, comme c'est le cas de la Californie, le Sud est-il fondé à le leur imposer contre leur gré ?
En parallèle, au milieu des années 1850 se pose la question des esclaves en fuite. En effet, nombre d'entre eux fuient les États esclavagistes du Sud pour trouver la liberté au Nord. Le Sud exige leur restitution alors que l'opinion publique au Nord, soulevée par les abolitionnistes, se révolte à cette pensée.
Ainsi, en 1850, Henry Clay (qui était déjà à l'origine du compromis de 1820), fait adopter au Sénat le compromis de 1850 relatif à l'entrée de la Californie dans l'Union. Celle-ci peut intégrer l’Union en tant qu'État libre, en échange, les États du Nord s'engagent à restituer à ceux du Sud tout esclave fugitif. En outre, le commerce des esclaves est supprimé dans le district fédéral ; enfin les territoires du Nouveau-Mexique et de l'Utah seront à même de décider au moment de leur admission du maintien ou de l'abolition de l'esclavage.
De ce compromis est né l'Oklahoma Panhandle rattaché à l'Oklahoma au nord de l'état du Texas.